# Thyridaria rubronotata
Thyridaria rubronotata är en svampart som först beskrevs av Berk. & Broome, och fick sitt nu gällande namn av Pier Andrea Saccardo 1883. Thyridaria rubronotata ingår i släktet Thyridaria, klassen Dothideomycetes, divisionen sporsäcksvampar och riket svampar.  Arten är reproducerande i Sverige. Inga underarter finns listade i Catalogue of Life.